# أندروكلي كوستالاري
أندروكلي كوستالاري (بالألبانية: Androkli Kostallari‏) (1922 - 1992) (بالألبانية: Androkli Kostallari) هو عالم لغة ألباني. كان واحدًا من الشخصيات المركزية في دراسة اللغة الألبانية، وعضو مؤسس ومدير المعهد الألباني للتاريخ واللغويات، الذي سُمّي لاحقا معهد اللغويات والأدب (بالألبانية: Instituti i Gjuhësisë dhe Letërsisë).
يعتبر كوستالاري أحد المساهمين الرئيسيين في الإملاء اللغوي الألباني الحالي الذي أنشأه كونغرس الإملاء الألباني عام 1972.
درس علم اللغة في جامعة موسكو الحكومية، حيث درس اللغة الروسية والأدب والصِّحافة، وتخرج في عام 1954. ولدى عودته في ألبانيا بدأ العمل في معهد العلوم (بالألبانية: Instituti i Shkencave)، وهو مقدمة لأكاديمية العلوم في ألبانيا، وبعد ذلك في كلية التاريخ وعلم اللغة من جامعة تيرانا التي تأسست حديثا حيث شغل منصب عميد.